# Ana Paula da Silva
Ana Paula da Silva (Florianópolis, 27 aprile 1975) è una politica brasiliana.

## Carriera politica
È stata sindaco di Bombinhas per due mandati (2013-2016 e 2017-2018), venendo rieletto con il 72,93% dei voti nel 2016. Alle elezioni legislative del 7 ottobre 2018 è stata eletta deputata per lo Stato di Santa Catarina nella 19ª legislatura nel Partito Democratico Laburista con 51 739 voti.